# Médine (rappeur)
Pour les articles homonymes, voir Médine (homonymie).
Médine, de son nom complet Médine Zaouiche, né le 24 février 1983 au Havre, est un rappeur français. Il est le dirigeant du label discographique Din Records et son studio d'enregistrement est situé à Gonfreville-l'Orcher, près du Havre.
Médine publie son premier album solo, en 2004 puis un deuxième l'année suivante. De 2006 à 2012, il publie en tout six projets, tandis qu'en 2008 sort son troisième album. Le quatrième sort en 2013 puis viennent un nouvel album en 2015, un EP surprise dévoilé sur les plateformes de streaming et directement classé dans le podium du Top iTunes en février 2017, et quatre autres albums en 2018, 2020, 2022 et 2025.
Depuis 2004, Médine s'implique dans un rap engagé aux côtés d'artistes comme Kery James, Youssoupha, Oxmo Puccino, Abd Al Malik ou encore Keny Arkana.
Il fait l'objet de plusieurs polémiques dans les années 2010 et 2020. Certaines paroles de chansons et prises de positions lui valent des accusations d'antisémitisme, de communautarisme voire de proximité avec l'islamisme politique. Plusieurs chercheurs considèrent que ces polémiques sont lancées par des acteurs défendant des visions racistes ou islamophobes.
En 2018, l'annonce de concert au Bataclan, théâtre des attentats du 13 novembre 2015, génère une controverse qui lui fait finalement renoncer à cette salle « par respect pour les familles des victimes » et pour éviter « l'instrumentalisation politique ». En 2023, son invitation aux universités d'été d'Europe-Écologie-Les Verts et de La France insoumise fait aussi l'objet de critiques par divers acteurs de la vie politique.

## Biographie

### Origines, jeunesse et formation
Ses grands-parents paternels, originaires d'Algérie, arrivent au Havre après la Seconde Guerre mondiale pour participer à la reconstruction de la ville (employés sur des chantiers, des déchetteries, etc.). Son père, Abdel Zaouiche, travaille comme employé dans une entreprise d'emballage et est boxeur semi-professionnel puis entraîneur. Sa mère naît en France ; mère au foyer, elle devient ensuite assistante maternelle. Médine grandit au Havre, dans le quartier populaire de Caucriauville.

### Débuts (1998-2005)
Médine commence par des apparitions sur certains albums de La Boussole et des artistes qui la composent (Ness & Cité, Bouchées Doubles, Samb, Koto, Enarce, Aboubakr).
Publié en 2004, 11 septembre, récit du 11e jour est le premier album de Médine. Dans le livret, onze personnes (dont Abd Al Malik, Christophe de Ponfilly, Wallen, Tariq Abdul-Wahad) interviennent sur le thème des attentats du 11 septembre 2001. Dans ce premier album, il commence le story-telling (petites histoires souvent tragiques) avec notamment la saga Enfant du destin. La première partie d'Enfant du destin, Sou-Han, raconte l'histoire, pendant la guerre du Viêt Nam, d'une petite fille vietnamienne dont le père meurt au combat, tué par un soldat américain « ennemi poseur de mines », et qui, par la suite, pour se venger, se fait « exploser dans un bar d'alcooliques et de prostituées ». L'autre Enfant du Destin, David, raconte l'histoire d'un jeune Israélien David, dont les parents, soldats de Tsahal, s'apprêtent à partir au front. Moins convaincu que ses parents, il veut leur faire part de son opinion sur cette guerre, mais il sera victime d'un attentat-suicide avant d'avoir pu le faire.
Huit mois après son premier album solo, et cinq mois après la sortie de l'album de La Boussole, Médine publie son deuxième album, Jihad, le plus grand combat est contre soi-même. L'album contient Petit cheval, l'histoire tragique d'un Amérindien témoin de l'assassinat de tout son village par des Blancs. Sur cet album, figure aussi Du Panjshir à Harlem, un texte de plus de six minutes racontant la vie de deux figures connues du XXe siècle : Malcolm X et le commandant Massoud, Combat de femme et Besoin de résolution[pas clair]. La réédition contient Anéanti (feat. Soprano) et Double Discours. Choqué par l'incendie du boulevard Vincent-Auriol, en août 2005, Médine décide de sortir une chanson rendant hommage aux victimes : Boulevard Vincent Auriol. Aucun bénéfice n'est tiré de cette chanson qui est en libre téléchargement sur le site de Médine et dont le clip figure sur l'album Table d'écoute.

### Table d'écoute(2006-2007)
Un album contenant diverses apparitions sur mixtape ou compilations sort. L'album est vite disponible sur Internet, piraté sous le nom d'Album blanc. Un disque de dix titres inédits sort le 21 novembre 2006, Table d'écoute ; à l'intérieur, en plus des dix titres, le CD contient le clip de Bvd Vincent Auriol, ainsi que divers bonus tels que des photos. Table d'écoute est un album-concept ou hors-série autour de la table d'écoute, sur lequel neuf personnalités (parmi lesquelles Diam's, Rim'K du 113, Tiers Monde de Bouchées Doubles, Soprano, Kayna Samet…) introduisent le morceau suivant de l'album. L'album contient notamment 17 octobre, racontant cette fois-ci le massacre du 17 octobre 1961, lorsque plusieurs centaines d'Algériens étaient tués par la police française sous les ordres du préfet de police Maurice Papon.
Une chanson sur cet EP est Lecture aléatoire, hommage aux artistes qui ont fait la grandeur du rap français depuis 1998 : IAM, les « suprêmes triples lettres » NTM, Lunatic, Ärsenik, et Ideal J. L'EP contient aussi la chanson Hotmail, qui répond aux détracteurs de Médine qu'il a rencontré sur divers forums, notamment celui du CSA.
Table d'écoute atteint le classement du top albums dans la semaine de sa sortie.

### Don't Panik TapeetArabian Panther(2008-2010)

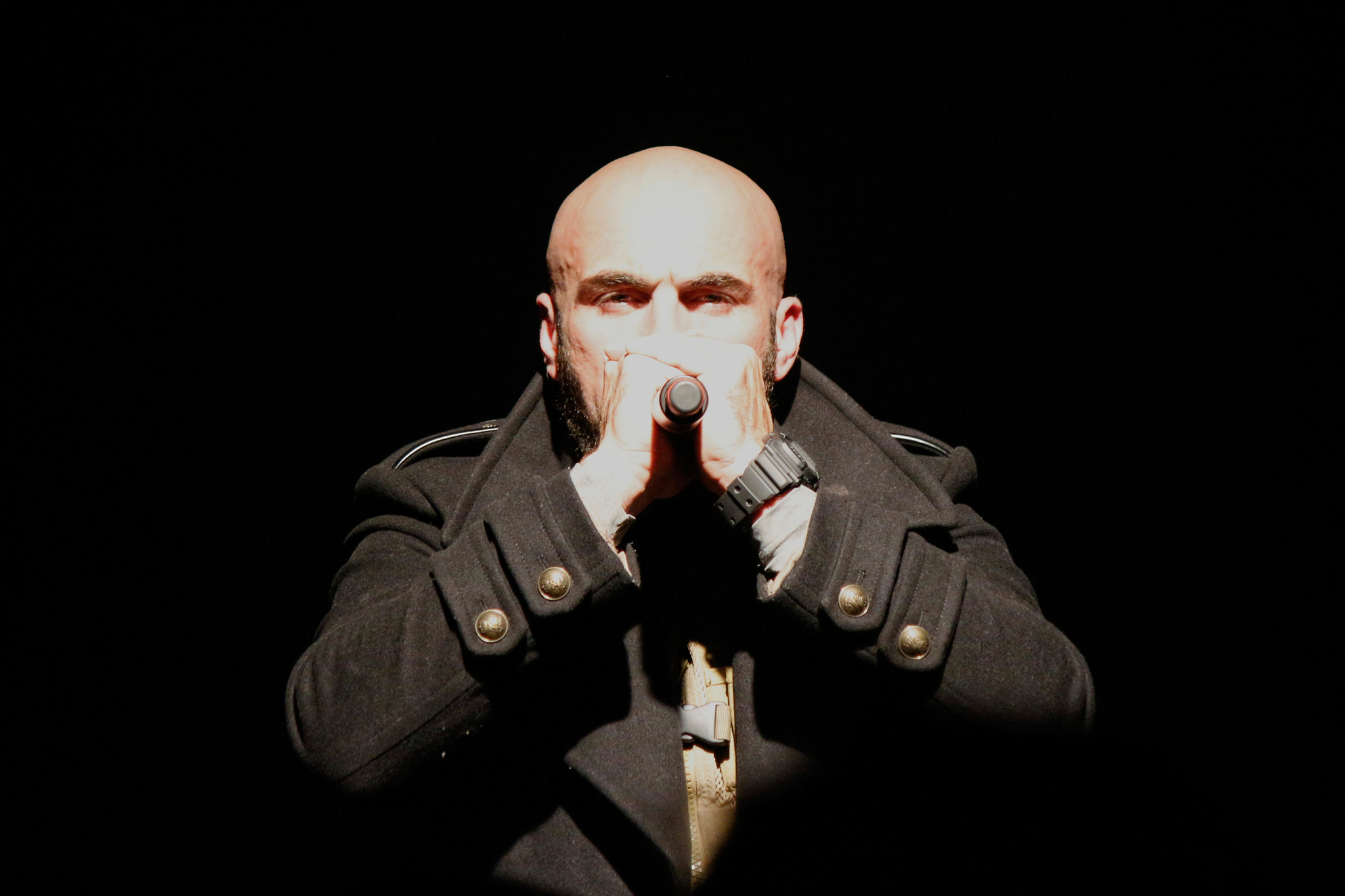
Médine en concert à Sevran (Seine-Saint-Denis), en 2009.

Médine publie Don't Panik Tape le 14 avril 2008, une mixtape regroupant sa discographie parallèle avec trois inédits, deux titres live et une vidéo de sa tournée Don't Panik Tour. Le disque se tient à la trentième place du top album en faisant la troisième meilleure entrée de la semaine.
La chanson Don't Panik est sélectionnée pour faire partie des musiques présentes sur la station radio KRhyme 95.4 dans le jeu vidéo Saints Row: The Third.
La même année, en 2008, Médine continue d'apparaître sur diverses mixtapes (Explicit politik, entre autres) et compilations (BO de Taxi 4 avec le titre Les Contraires) et sort le titre Besoin de révolution.
L'album Arabian Panther contient un nouveau chapitre, Enfant du Destin, qui s'inspire de l'histoire de Kunta Kinte, un personnage du livre Racines d'Alex Haley et la série télévisée Racines qui en a été tirée. Depuis la sortie de cet album, Médine pousse plus loin son engagement politique. Ainsi, il participe au concert-meeting du 10 décembre 2008 organisé à Paris par le mouvement des Indigènes de la République pour célébrer le 25e anniversaire de la Marche pour l'égalité et contre le racisme. Le 23 novembre 2009, sort l'édition collector de l'album Arabian Panther, un mini-coffret comportant l'album initial, trois titres inédits, un poster, et un tee-shirt (taille L) « On peut tuer le révolutionnaire mais pas la Révolution », limité à 5 000 exemplaires. En 2010, Arabian Panther compte plus de 25 000 exemplaires écoulés.
En 2010, Médine apparaît dans le documentaire Don't Panik de la réalisatrice Keira Maameri. Le titre du documentaire est un clin d'œil à Arabian Panthers et au single Don't Panik. La réalisatrice donne la parole à six rappeurs à travers le monde qui mettent en avant leur foi musulmane dans leurs textes. Il s'agit de ADL (sv) (Suède), Duggy Tee (Sénégal), Hasan Salaam (en) (États-Unis), Manza (Belgique), Youss (Algérie) et Médine (France).

### Table d'écoute 2etMade In(2011-2012)
Médine publie le deuxième volume du projet Table d'écoute, intitulé Table d'écoute 2, sur lequel participent Brav, Tiers Monde & Koto de Din Records. Il réunit plusieurs rappeurs afin de réaliser le morceau Téléphone arabe sur lequel apparaissent notamment Salif, Keny Arkana, Rim'K, Tunisiano, Mac Tyer, Ol Kainry ou encore La Fouine.
Lors d'une longue interview[Laquelle ?], Médine parle d'un nouvel album du nom de Made In pour octobre 2012 mais n'exclut pas de faire Protest Song pour plus tard. Le 21 juin, il sort le premier extrait Biopic feat Kayna Samet d'une durée de onze minutes. Le 5 juillet 2012, il sort le second extrait Alger pleure pour les cinquante ans de l'indépendance algérienne. Son titre Trash Talking sort le 11 septembre 2012. Ces trois morceaux font partie d’un EP de cinq titres sorti fin octobre 2012, du nom de Made In, accompagnant la sortie du livre Don't Panik le 18 octobre, en compagnie du géopolitologue Pascal Boniface,. À cette occasion, Pascal Boniface adresse une lettre ouverte à Édouard Philippe, maire du Havre, en indiquant ne pas vraiment comprendre les attitudes du maire vis-à-vis de l'artiste Médine, « extrêmement populaire », et dont le message qu'il tente de faire passer se retrouve « aussi bien dans ses chansons que dans ses différentes interventions dans des cercles associatifs ».

### Protest Song(2013-2014)
Cinq ans après Arabian Panther, Médine publie son quatrième album Protest Song le 24 juin 2013. Il se classe no 9 du Top Albums la première semaine de sa sortie. À plus de deux mois de la sortie de ce projet, Medine dévoile le contenu de cet opus comprenant 14 titres. Parmi eux, plusieurs featurings en compagnie d'artistes de la scène rap hexagonale tels que Youssoupha, Orelsan, Brav, Tiers monde, Nassi ou encore Kayna Samet.
Le premier extrait est Protest Song, le titre éponyme. Le second est Iceberg. Le morceau Home est le troisième extrait de l'album puis Blokkk Identitaire, qui traite du racisme entre Noirs et Arabes, Algériens et Marocains, etc. et des extrémistes. Le clip sort le 4 juillet 2013 et comporte des images violentes sous forme de court-métrage sur plus de 9 minutes. La saga Enfant du destin est ici continuée avec le morceau Daoud qui fait écho à celui de David. Daoud n'est autre que le kamikaze de l'attentat-suicide du bus du jeune Israélien David (héros du titre Enfant du Destin, David) issu du premier album de Médine. Dans ce titre, le rappeur raconte l'histoire de Daoud, jeune homme qui perdit son frère après une dispute avec des soldats. Daoud décide donc de commettre un attentat-suicide dans un bus, où David perd donc la vie.
Dans sa chanson Besoin d'évolution, Médine déclare « Jamais un album ne m'aura pris autant de temps ». L'album nécessite plus de cinq ans d'élaboration pour voir le jour. Il déclare lors d'un interview pour Trace Urban qu'il cherche, dans Protest Song, non pas à faire ressortir la beauté de sa plume, mais surtout de diffuser des émotions, des sentiments ainsi que de traiter des sujets qui concernent les gens, et plus particulièrement « les Français ».
En 2014, le rappeur Médine, publie un titre intitulé MC Soraal, qui mélange les noms de l'idéologue d'extrême droite régulièrement condamné Alain Soral et du rappeur MC Solaar. Il entend faire passer le message suivant : « Je n'aboierai pas avec les loups. Ni avec les prétendus dissidents, ni avec les prétendus bien-pensants. Il y a une troisième voie »,,,. Il est élu à 35,5 % par les lecteurs du site web d'actualité Normandie-actu comme le Havrais de l'année 2014,.

### DémineuretProse élite(2015-2017)
Le 25 mai 2015, Médine publie un EP inattendu intitulé Démineur,. Celui-ci crée immédiatement l'événement (Médine fait partie des premiers artistes français à tenter la sortie surprise d'un album) et se classe directement dans le sommet du top iTunes. La même année, il devient juré des Y'a Bon Awards.
Le 24 février 2017, Médine sort un nouvel album qui s'intitule Prose Élite. Il s'agit de son cinquième album studio. Celui-ci comprend 13 titres dont Grand Paris en featuring avec de nombreux rappeurs français ; Lino, Lartiste, Seth Gueko, Youssoupha, Sofiane, Alivor et Ninho. L'artiste lui-même évoque « le désamour de la France pour son rap et sa pensée ».
En juin 2018, le groupuscule terroriste d'extrême droite Action des forces opérationnelles (AFO) est démantelé, sans qu'on sache sur le moment quels étaient ses projets exacts. En juillet 2018, l'enquête montre que l'un de leurs projets était d'assassiner Médine,.

### Storyteller, Grand Médine et Médine France(2018-2022)
Storyteller, sixième album studio du rappeur, sort le 13 avril 2018. Il est porté par les clips de Venom, Bataclan et PLMV.
Grand Médine, l'album suivant, sort le 6 novembre 2020 sur le label Din Records. L'album contient de nombreux featuring avec : Hatik, Koba LaD, Rémy, Larry, Pirate, Oxmo Puccino, Soso Maness, YL ou Bigflo & Oli. L’album se vend à 5 852 copies en une semaine ce qui est un belle performance dans le contexte de la pandémie de Covid-19.
Le 23 mars 2022, l'artiste dévoile le single Médine France en tant que premier extrait de l'album du même nom, qui sort le 13 mai 2022. On peut remarquer que cet album, considéré comme particulièrement engagé politiquement, ne comporte aucun featuring.

## Vie privée
Il rencontre sa femme, d'origine laotienne, alors qu'ils sont tous deux lycéens. Ils ont trois enfants : deux fils, Massoud et Genghis,, et une fille, Mekka. Ces derniers apparaissent fréquemment sur les réseaux sociaux de l'artiste. Ils ont longtemps vécu dans le quartier Caucriauville, au Havre avant de devoir déménager début 2019, sur les conseils de la police, après avoir reçu des menaces venues, selon Médine, de milieux islamistes et d'extrême droite, pour un autre quartier populaire du Havre.

## Style et textes

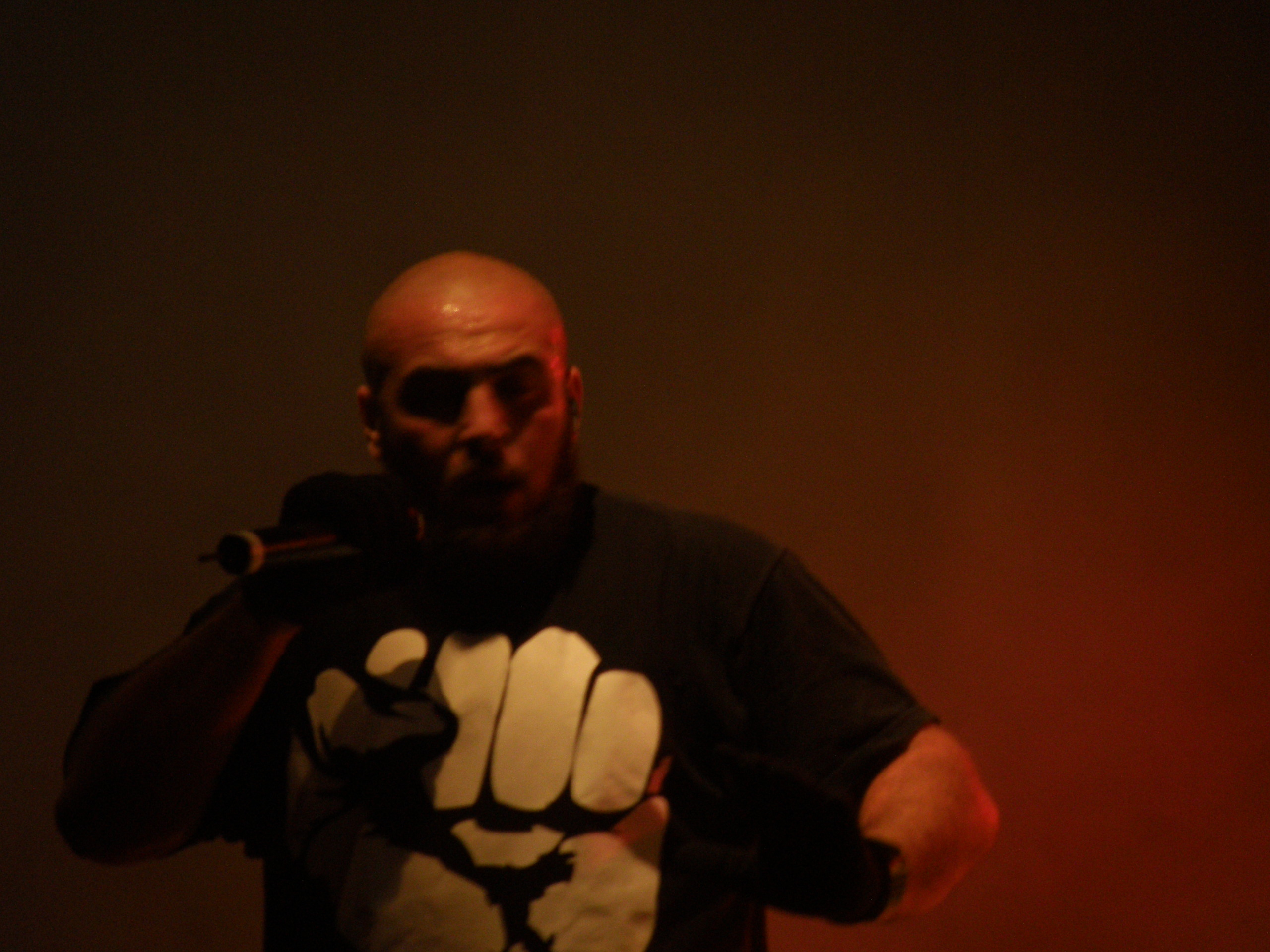
Médine, quartier d'été à Rennes, en 2009.

Le rap de Médine se caractérise par une voix rauque et des textes inspirés par sa propre histoire et de sujets historiques qui l'ont marqué, comme la situation de l'Algérie vis-à-vis de la France ainsi que sa double nationalité franco-algérienne, mais aussi le conflit israélo-palestinien et la situation de l'Afrique. L'artiste pratique l'art de traiter une histoire précise afin d'évoquer un sujet global et est connu pour son utilisation du story-telling. Il a à son actif plus d'une dizaine de morceaux où il se fait conteur, dont sa série Enfants du Destin où chaque morceau est consacré à un personnage, une victime différente dans un contexte historique et sociologique singulier comme le jeune Palestinien Daoud ou le jeune Israélien David.
Artiste engagé, Médine cherche souvent à faire passer un message à travers ses écrits, ce qui donne presque une valeur d'apologue à ses œuvres. Afin d'intéresser les fans de rap plus jeunes à ses textes, il évolue musicalement et se rapproche de la trap, tout en conservant ses messages engagés. Il déclare au site rap Booska-P que la trap permet d'aller « à l'essentiel », « de synthétiser les idées » et que « le rap des années 90's [l]'emmerde aujourd'hui ». En 2015, il déclare à Arrêt sur images : « Oui, je suis un cocktail de Tariq Ramadan, Brassens et Plenel. »
Alors que le rap est souvent accusé de misogynie, Médine est parfois mis en avant comme un exemple de rappeur féministe, avec des titres comme Combat de femme ou À l'ombre du mâle,. Sur l'album Prose Élite, il consacre un titre à Denis Mukwege : L'Homme qui répare les femmes,. Médine explique qu'il « n'utilise pas le mot « féministe » car, classification oblige, c'est un repoussoir : on ne peut plus discuter sereinement, sans a priori, dès qu'il est prononcé ». Il ajoute toutefois : « J'espère, même si je n'emploie pas le mot, contribuer à ce combat féministe ». Il estime par ailleurs que cette lutte peut servir d'autres causes car « la question hommes/femmes, c'est un des principaux angles d'attaque contre les quartiers populaires et les musulmans ».

## Prises de positions
Pendant le mouvement social contre la réforme des retraites, il participe à un concert de soutien aux grévistes à 10 euros l'entrée, le 8 avril 2023 à Pantin, avec une cinquantaine d'autres rappeurs dont Sniper, HoussBad, Double Zulu, Criminls, Hatik et Souffrance, toute la recette étant reversées à la caisse de grève nationale,.
Médine, habitant au Havre, est notamment venu soutenir les grévistes de la raffinerie TotalEnergies, à Gonfreville-l'Orcher, toute proche. « Voir des pères de famille réquisitionnés de force pour les emmener bosser alors qu'ils sont grévistes, ça fait partie de la déraison », déclare t-il à la presse, aux côtés de l'actrice Adèle Haenel et de 500 personnes dont 150 étudiants.
Le 1er mai 2023, Médine organise avec des syndicats et associations une « contre-manifestation » au Havre en réponse à la « Fête de la Nation » du Rassemblement national ayant lieu dans la même ville,.
Le quotidien Le Monde le décrit comme étant engagé pour la convergence des luttes à gauche. Dans un entretien avec la revue Ballast, le rappeur explique à ce sujet : « On veut la justice sociale, on veut combattre l'extrême droite, on veut en finir avec les mécanismes d'oppression qui frappent à la fois les populations LGBT, à la fois les racisés, à la fois les féministes ».
Il annonce soutenir Jean-Luc Mélenchon lors de l'élection présidentielle de 2022. Il participe aux universités d'été d'Europe-Écologie-Les Verts et de La France insoumise en 2023,.

## Polémiques

### Don't Laïk
Don't Laïk, un morceau où il compare Nadine Morano, Jean-François Copé et Pierre Cassen à des « démons » et ajoute « je vous chasse de ce corps et vous condamne à l'exil pour l'éternité », et s'attaque à la laïcité française provoque une polémique importante, selon la RTS. Don't Laik compte en 2016 plus d'un million de vues sur YouTube.
Le morceau est critiqué par une série d'intervenants, parmi lesquels on peut compter l'éditorialiste Caroline Fourest, le politologue Gilles Kepel, le journal Marianne ou encore le magazine d'extrême droite Valeurs actuelles.
En réponse aux critiques, il déclare que les phrases en question sont « à ne pas sortir de [leur] contexte » et qu'il s'agit d'un morceau cherchant à redonner ses lettres de noblesse à la laïcité. Par ailleurs, il soutient qu'il cherche, à travers sa musique, à prôner la non-violence, en janvier 2015 et accuse ses détracteurs, comme Caroline Fourest, de créer du communautarisme.
Ces polémiques au sujet de Don't Laïk sont critiquées à différents niveaux au sein de la communauté universitaire, notamment par Mich Yonah Nyawalo, Adam Schoenbachler, Max Leroy, Catherine Gendron ou encore Benoît Dufau. Certains chercheurs, comme John Hawley ou Matthieu Thomas considèrent plus généralement que les polémiques sont lancées par des acteurs défendant des visions racistes ou islamophobes,.

### Projet de concerts au Bataclan
En juin 2018, Médine est au centre d'une polémique lancée par la droite et l'extrême droite, suivies par des élus La République en marche à la suite de l'annonce de deux concerts prévus au Bataclan les 19 et 20 octobre 2018, salle où il s'était déjà produit en mai 2015. Ses détracteurs, entre autres Marine Le Pen, Laurent Wauquiez et Aurore Bergé[réf. nécessaire], lui reprochent certaines paroles de ses chansons comme Jihad et Dont Laïk, respectivement de 2005 et 2015, dans lesquelles il attaque selon eux la laïcité, citant notamment : « Crucifions les laïcards comme à Golgotha », le lieu où Jésus a été crucifié. Ils appellent à l'annulation de ses concerts dans cette salle particulière, où ont eu lieu les attentats du 13 novembre 2015. En réponse, Médine accuse l'extrême droite de vouloir « dicter la programmation des salles de concerts » et « plus généralement limiter notre liberté d'expression ». Selon lui, celle-ci cherche « à instrumentaliser la douleur des victimes et de leur famille ».
L'association de victimes du 13 Novembre, Life for Paris, s'insurge contre les récupérations politiques tandis que l'association 13onze15 Fraternité Vérité estime que la direction de la salle a commis une faute. Certains rescapés, dénonçant l'instrumentalisation politique de cette affaire par l'extrême droite, affirment par ailleurs être harcelés sur les réseaux sociaux,,. Pour le rescapé Emmanuel Domenach, « chez les victimes du 13 novembre, tous les âges, toutes les opinions politiques sont représentées. Donc appeler à la censure en leur nom n'a aucun sens. Certains se servent de la mémoire des victimes pour légitimer des idées nauséabondes », tandis que le père d'une des victimes participe à ces manifestations.
Le magazine d'extrême droite Valeurs actuelles publie le 11 juin un article selon lequel Médine est ambassadeur de l'association Le Havre de savoir, proche des Frères musulmans. Le rappeur dément, affirmant ne pas être adhérent de cette association, mais reconnaît avoir prononcé pour elle en 2013 une conférence à propos de ses engagements. L'association n'a pas répondu aux sollicitations des journalistes de Libération afin de savoir pourquoi leur page Facebook présentait Médine comme leur « ambassadeur » et un « membre actif ». Le chercheur et consultant sur les questions islamistes Romain Caillet déclare quant à lui que le fait que l'association adhère bien au même courant de pensée que les Frères musulmans « ne fait même pas débat ». Marianne et Libération relèvent l'existence d'une vidéo publiée sur YouTube, dans laquelle Médine dit être devenu ambassadeur de l'association,.
Le 15 juin, Marianne publie un article très critique sur les textes de Médine. Le journal juge que le discours du rappeur, intellectuellement très construit, est empreint d'une logique communautariste et d'attaques contre la laïcité, auxquelles se mêlent également des remarques homophobes. Si Médine prétend ne s'en prendre qu'à une version dévoyée de la laïcité, Marianne estime qu'une analyse de ses textes ne permet pas de percevoir cette nuance. L'article en conclut qu'il est difficile de déterminer ce qui, dans les propos et les textes de Médine, relève de la provocation ou de la subversion ; le magazine prétend relever de nombreuses ambiguïtés chez Médine, notamment lorsque, après s'être prétendu opposé à toutes les radicalités, il tient des propos qualifiés de simplistes « en se clamant uniquement victime des foudres de l'extrême droite et de ses sympathisants ».
Olivier Faure, premier secrétaire du Parti socialiste, estime : « peut-être que [Médine] devrait se poser la question de savoir si sa présence dans ce lieu qui est devenu hautement symbolique ne justifierait pas une prise de distance, [...] qu'il puisse dire ce qu'il avait à dire sur ce qu'il a écrit à ce moment-là parce que je crois comprendre qu'il regrette d'avoir été celui qui a pu prononcer ces mots [...]. Le texte de Don't Laïk est plus que provoquant. C'est un texte qui est insupportable pour la République laïque. Et d'ailleurs depuis il s'en est expliqué, il s'en est excusé ».
Le 21 septembre, Médine annonce l'annulation de ses concerts prévus au Bataclan et leur reprogrammation au Zénith de Paris début 2019, en commentant : « Certains groupes d'extrême droite ont prévu d'organiser des manifestations dont le but est de diviser, n'hésitant pas à manipuler et à raviver la douleur des familles des victimes. Par respect pour ces mêmes familles et pour garantir la sécurité de mon public, les concerts ne seront pas maintenus ».
En 2023, le porte-parole du Rassemblement national, Laurent Jacobelli, et d'autres députés d’extrême droite, tentent de faire interdire des concerts du rappeur.

### Controverse avec Aurore Bergé
Le 18 février 2021, la députée Aurore Bergé qualifie Médine de « rappeur islamiste ». Ce dernier annonce le 23 février dans Mediapart avoir porté plainte pour diffamation. Il attend du procès « une condamnation et des excuses publiques ». Il perd son procès contre Aurore Bergé, le tribunal estimant que ces propos ne portait pas sur un fait ou un propos précis ; de ce fait, le rappeur aurait dû porter plainte pour injure mais ce jugement ne valide pas l'accusation d'islamisme pour autant,.

### Accusations d'antisémitisme
En janvier 2014, Médine publie sur Facebook deux photos de lui en train de faire une quenelle, une devant les locaux de Skyrock et une autre devant une réplique du mur de séparation de Bethléem. En septembre 2014, il se rend au théâtre de la Main d'Or à une conférence de l'activiste politique antisémite Kémi Séba. En 2015, il expose un des livres de Kémi Séba dans le clip de Don't Laïk. Quelques années après, il exprime des regrets sur ces anciennes actions et explique avoir fait une erreur de jugement.
En août 2023, Médine écrit sur Twitter à propos de Rachel Khan : « ResKHANpée : personne ayant été jetée par la place Hip Hop, dérivant chez les social traîtres et bouffant au sens propre à la table de l'extrême-droite », ce qui entraîne une polémique sur le caractère antisémite de ces propos, certains voyant dans le jeu de mots une référence à la famille juive déportée de la juriste. Cette dernière dénonce les « paroles de haine » du rappeur, qu'elle qualifie de « récidiviste ». Médine reconnaît par la suite une erreur et présente ses excuses. Certaines personnalités politiques critiquent alors EELV et La France insoumise de l'avoir invité à leurs universités d'été, et appellent à annuler cette invitation. Finalement les invitations sont maintenues,, tandis que plusieurs personnalités d'EELV (Jeanne Barseghian, Pierre Hurmic, Karima Delli) annulent de ce fait leur participation (aux journées dans leur ensemble ou spécifiquement à l'évènement).

### Accusations d'homophobie
Alors que le soutien au "mariage pour tous" est évoqué par Médine lui-même comme preuve de son engagement anti-homophobie, Adhéos rappelle dans un article de 2023 sur son site internet, les propos tenus sur Ptit Delire TV : "J’ai clairement une double position [sur le mariage pour tous]. Une position spirituelle qui ne me permet pas, selon mes valeurs, de penser que c’est une bonne chose pour notre société que d’autoriser le mariage pour tous. Ma position citoyenne, sociale est différente, (…) le mariage ne devrait pas être soumis à une discrimination". Adheos note qu'il s'agit d'une homophobie "par le coeur" et d'une position antidiscrimination "par la tête".

## Discographie

### Albums studio
- 2004 : 11 septembre 2001, récit du 11e jour
- 2005 : Jihad, le plus grand combat est contre soi-même
  1. Premier sang
  2. Médine
  3. Écoutes
  4. Enfant du destin (Petit Cheval) 
  5. Ennemi d'État feat. Bakar
  6. Besoin de résolution
  7. Combat de femme
  8. Qui veut la paix
  9. Du Panjshir à Harlem
  10. Victory
  11. Poussière de guerre feat. Lino
  12. Entre loups
  13. Jihad
- 2008 : Arabian Panther
  1. Self défense
  2. Péplum
  3. Portrait chinois
  4. RER D
  5. Don't Panik
  6. À l'ombre du mâle (feat Nneka)
  7. Pantherlude « ils peuvent »
  8. Enfant du destin (Kounta Kinte)
  9. Panther Blues (feat. Tiers Monde)
  10. Code barbe
  11. Camp Delta
  12. Besoin de révolution
  13. Arabospiritual
- 2013 : Protest Song
- 2017 : Prose Élite
- 2018 : Storyteller
- 2020 : Grand Médine
- 2022 : Médine France
- 2025 : Stentor Act I

### Apparitions
- 1998 : Ness & Cité - Changer l'ambiance avec Proof, Kenny D.O.G, Razzia, Global & Sals'a (sur l'album Par Tous les Moyens) (en tant que Global)
- 2002 : La Boussole - Rappel
- 2004 : Bouchées Doubles feat. Médine - Frères (sur l'album de Bouchées Doubles, Matière grise)
- 2005 : Bakar feat Médine & Hasheem - Sans artifice (sur le street CD de Bakar, Pour les quartiers)
- 2005 : Médine - Comportement violent (sur la compilation Rap indé)
- 2005 : Samb feat. Médine - Lumière (sur l'album de Samb, Rubicub)
- 2005 : Médine - Boulevard Vincent Auriol
- 2006 : Médine feat. Sinik & Alonzo - La rue en direct (sur la compilation Rap 2 rue)
- 2006 : Médine feat. Lune Rouge - Défaite (sur la compilation du Groove 107)
- 2006 : Médine - Tête froid (sur la compilation Talents fâches 3)
- 2006 : Bouchées Doubles feat. Médine - Lire entre les lignes (sur l'album de Bouchées Doubles, Apartheid)
- 2006 : Médine - Game over (sur la compilation Hostile 2006)
- 2006 : Alpha 5.20 feat. Médine - Le mal qu'on fait (sur l'album d'Alpha, Vivre et mourir à Dakar)
- 2006 : Médine - Planète Rap (sur la compilation Unity)
- 2006 : Médine - Rappeur de force (sur la compilation Illegal Radio)
- 2006 : Soprano feat. Médine - La colombe (sur la mixtape de Soprano, Psychanalyse avant l'album)
- 2006 : Médine feat. Sefyu - Syndrome de Stockholm (sur la compilation Block 4 Life)
- 2006 : Médine feat. Soprano - Ils disent (sur la compilation Block 4 Life)
- 2006 : Rost feat. Médine, Baretta & Sismik - Les voix du sous-sol (sur l'album de Rost, J'accuse
- 2006 : Ultime Espoir feat. Médine - En Ligne de Mire (sur l'EP de Ultime Espoir, Bastos Lyrical)
- 2007 : Pit Baccardi feat. Médine - La récolte (sur le collector de Pit, Collector 1997-2007)
- 2007 : Médine feat. Ibrah - Marianne a tout pris (sur la compile Écoute la rue Marianne)
- 2007 : Bakar feat. Médine et Sinik - Les gens comme eux Remix (sur l'album de Bakar, La rose du béton)
- 2007 : Médine feat. Ibrah - L'arme pour changer (sur la compilation Explicit politik)
- 2007 : Médine - Les contraires (sur la B.O. du film Taxi 4)
- 2007 : Mino feat. Médine - Personne n'est innocent (sur le street CD de Mino, Il était une fois)
- 2007 : Médine feat. Rim'K et Dry - Le billet de banque (sur l'album de Rim-K, Famille nombreuse)
- 2008 : Médine feat. Monsieur R - Fils de colonisé (sur la compilation Sachons dire NON Vol.4)
- 2008 : Médine - Un seul (sur la compilation One Beat)
- 2008 : Abdel feat. Médine et Kamelancien - Ghetto Moudjahidine Remix (sur le street CD d'Abdel, Béton armé)
- 2008 : Rockin' Squat feat. Médine - Démocratie fasciste Article 3 (sur l'album de Squat, Confessions d'un enfant du siècle Vol.1)
- 2008 : Seth Gueko feat. Médine, Lino, Salif & Despo'Rutti - Le fils de Jack Mess remix (sur la mixtape de Seth Gueko, Le fils de Jack Mess)
- 2008 : Dosseh feat. Médine et Youssoupha - Pulsions meurtrières (sur la compilation Bolide Vol.2)
- 2009 : Heckel et Geckel feat. Médine - Fallait savoir (sur l'album Heckel et Geckel)
- 2009 : Kery James feat. Médine - Le prix de la vérité (sur l'album de Kery James, Réel)
- 2009 : Daouf feat. Médine - L'amitié  sur l'album de Daouf, Vengeance aveugle)
- 2009 : Médine feat. Cheba Maria - Division d'honneur (sur la compilation Maghreb United)
- 2010 : Youssoupha feat. Médine, Sinik, Ol Kainry & Tunisiano - Apprentissage Remix)
- 2010 : Médine feat. Heckel et Geckel - Fallait savoir (sur la compilation Le rap français featuring la relève du rap français)
- 2010 : Admiral T feat. La Fouine & Médine - Viser la victoire (sur l'album d'Admiral T, Instinct Admiral)
- 2010 : Médine feat. D.O.C - Sous la boue (sur la compilation Galactik beat Vol.2)
- 2010 : Ghetto Youss feat. Médine & Kery James - Warrior
- 2010 : Der-K feat. Médine - Colonisation (sur l'album de Der-K, Usine à gratte)
- 2010 : Médine feat. OGB et Tunisiano - Le traite de ma street (sur la compilation Street lourd 2 Hall Star)
- 2010 : Sixième Sens feat. Médine, Kalash l'Afro, Bakar et Scylla - Animalement rap
- 2010 : Ol Kainry feat. Médine - Moi Vs moi (sur l'album d'Ol'Kainry, Iron Mic 2.0)
- 2011 : M.A.S. feat. Médine - À la fin (sur l'album d'M.A.S., Une minute de silence)
- 2011 : Ultime Espoir feat. Médine - Paria (sur l'album de Ultime Espoir, A Cœur Ouvert)
- 2011 : Sinik feat. Alonzo & Médine - La rue en direct (sur l'édition collector du street album Le côté malsain)
- 2012 : Nakk feat. Dixon, Mokless, Médine, Jeff le Nerf, Youssoupha, REDK, Lino -Invincible sur le street album Darksun
- 2012 : Tiers Monde feat. Médine - Perdre et gagner, Black to the Future
- 2012 : Sinik feat. Médine - Les 16 vérités sur l'album de Sinik, La plume et le poignard
- 2012 : Medine - Alger pleure
- 2012 : Lacrim feat. Medine - Spartiate (sur la mixtape Toujours le même)
- 2013 : Kery James feat. Youssoupha et Médine - Contre Nous (sur l'album de Kery James Dernier MC)
- 2013 : Oumar Flow feat Médine - Ca fait Longtime (Remix)
- 2014 : Shtar Academy feat. Nemir, Keny Arkana, Nekfeu, Nor, R.E.D.K, Tékila, Lino, Bakar, Soprano (Psy 4 De La Rime), Alonzo (Psy 4 De La Rime), Vincenzo (Psy 4 De La Rime), Sat, Médine, Orelsan (Casseurs Flowters) et Gringe (Casseurs Flowters) - Les portes du pénitencier  (sur le projet de la Shtar Academy)
- 2019 : Médine feat. Booba - KYLL
- 2020 : Hatik feat. Médine - Baguette Magique
- 2024 : Scylla feat. Médine, Sofiane Pamart - Quatrième mur

## Clips
- 2004 : L'école de la vie (3e titre de l'album 11 septembre)
- 2005 : 11 septembre (12e titre de l'album 11 septembre)
- 2005 : Besoin de résolution (6e titre de l'album Jihad)
- 2006 : Boulevard Vincent Auriol (8e titre de la compilation L'album blanc)
- 2006 : Table d'écoute (4e titre de la compilation Lecture aléatoire)
- 2008 : Code barbe (10e titre de l'album Arabian Panther)
- 2008 : Camp delta (11e titre de l'album Arabian Panther)
- 2008 : Besoin de révolution (12e titre de l'album Arabian Panther)
- 2008 : Don't Panik (2e titre de la compilation Don't Panik Tape)
- 2008 : Rappeur de force (17e titre de la compilation Don't Panik Tape)
- 2011 : Trône (réalisé par Nocturne et Iceland-Film) - 13e titre de la compilation Table d'écoute 2)
- 2011 : Sourcing (1er titre de la compilation Table d'écoute 2)
- 2012 : Biopic (avec Kayna Samet ; réalisé par Alexis Delahaye) (1er titre du maxi Made In)
- 2012 : Made In (réalisé par Brav pour Horizon design) (2e titre du maxi Made In)
- 2012 : Alger pleure (réalisé par Brav pour Horizon design) (3e titre du maxi Made In)
- 2012 : Kery James - Dernier MC (remix) (feat. Lino, Tunisiano, R.E.D.K, Médine, 2e France, Scylla, Ladea, Fababy et Orelsan)
- 2013 : Trash talking (réalisé par Brav pour Horizon design) (4e titre du maxi Made In)
- 2013 : Le bruit qui pense (réalisé par Brav pour Horizon design) (5e titre du maxi Made In)
- 2013 : Sinik - Les 16 vérités (feat. Médine)
- 2013 : Kayna Samet - Ghetto Tale (remix) (feat. Youssoupha, Médine et Leck)
- 2013 : Protest Song (réalisé par Brav pour Horizon design et œil du tigre) (1er titre de l'album Protest Song)
- 2013 : Blockkk identitaire (feat. Youssoupha ; réalisé par Jean-Luc Herbulot) (4e titre de l'album Protest Song)
- 2013 : Home (feat. Nassi ; réalisé par Leïla Sy pour Suther Khane Films) (10e titre de l'album Protest Song)
- 2013 : Iceberg (réalisé par Kub Cristo) (11e titre de l'album Protest Song)
- 2013 : Ultime espoir - Paria (feat. Médine)
- 2013 : Kery James - Contre nous (feat. Youssoupha et Médine)
- 2014 : Gaza Soccer Beach
- 2015 : Don't Laïk
- 2015 : Speaker Corner
- 2015 : Reboot
- 2015 : #faisgafatwa (clip tourné sur la première date de sa tournée Démineur Tour, au Havre, le 2 septembre 2015)
- 2016 : Kery James - Musique nègre (feat. Lino et Youssoupha)
- 2016 : Global
- 2017 : Prose Élite
- 2017 : Enfant du destin (Nour)
- 2017 : Grand Paris (feat. Lartiste, Lino, Alivor, Seth Gueko, Ninho, Youssoupha, Sofiane)
- 2017 : Porteur saint
- 2018 : Venom
- 2018 : Bataclan
- 2018 : PLMV (feat. Youssoupha et Kery James)
- 2019 : KYLL (feat. Booba)
- 2020 : Enfants Forts
- 2020 : BEZOIN
- 2020 : Le jour où j'ai arrêté le rap
- 2020 : Hatik - Baguette magique (feat. Médine)
- 2020 : Grand dla tess (feat. Hatik)
- 2020 : FC Grand Médine
- 2020 : Grand Paris 2 (feat. Koba LaD, Larry, Pirate, Rémy et Oxmo Puccino)
- 2021 : Voltaire
- 2022 : Younès - V'là les problèmes (feat. Médine)
- 2024 : Scylla, Sofiane Pamart - Quatrième mur

## Publications
- Pascal Boniface et Médine Zaouiche (préf. Esther Benbassa), Don't panik : N'ayez pas peur !, Paris, Desclée de Brouwer, 2012, 220 p. (ISBN 978-2-220-06486-4 et 978-2-220-08020-8, lire en ligne).
- Jonathan Demay (préf. Médine), Malcolm X : Sans lutte, il n'y a pas de progrès, Paris, L'Harmattan, 2017, 217 p. (ISBN 978-2-343-10385-3, lire en ligne).